# Paraíso (Castelo de Paiva)
Paraíso é uma povoação portuguesa do Município de Castelo de Paiva que foi sede da extinta Freguesia de Paraíso, freguesia que tinha 21,94 km² de área e 924 habitantes (2011), e, por isso, uma densidade populacional de 42,1 hab/km².
A Freguesia de Paraíso foi extinta (agregada) em 2013, no âmbito de uma reforma administrativa nacional, tendo sido agregada às freguesias de Raiva e Pedorido, para formar uma nova freguesia denominada União das Freguesias de Raiva, Pedorido e Paraíso com a sede em Raiva.

## Descrição
A cerca de 7 km da sede do Município, fica esta localidade cujo santo padroeiro é S. Pedro, mas que tem uma enorme devoção pela Santa Eufémia, santa que se venera no lugar com o mesmo nome e que se apresenta como uma das maiores romarias da região.
Tem relevo acidentado, pouco cultivada e com uma grande mancha florestal, com pequenos núcleos populacionais, dispersos pela sua extensa superfície.

## História
Na zona de Carvalho Mau surgiu um núcleo megalítico de grande extensão, tendo sido já objecto de algumas escavações arqueológicas, com três mamoas que provam a passagem de diversos povos por esta região.
Os povos antigos, que neste acidentado território marcaram presença definitiva, aproveitaram muito do extraordinário manancial mineralógico existente.
Há também vestígios da presença de povos germânicos neste território, nomeadamente em nomes de alguns lugares, como Sabariz e Touriz, que aludem a possíveis "villas" germânicas.
Desde a doação que Egas Herminges fizera antes da sua morte, em 1133, de metade do seu padroado da Igreja de S. Pedro do Paraíso ao Mosteiro de Paço de Sousa, foi aberto um contencioso entre aquele Mosteiro e a Mitra de Lamego, que havia de durar pelo menos até ao século XVIII.
As inquirições de 1258 incluem o território desta povoação, ou pelo menos parte dela, na freguesia de Pedorido, mas já em 1320, no arrolamento das paróquias, esta terra aparece já referenciada como S. Pedro do Paraíso, porventura instituída devido à grande distância que as separavam.
A actividade mineira teve grande expressão neste povoado, com a exploração carbonífera na zona do Pejão, onde ainda hoje, são visíveis muitos vestígios daquela actividade, que arrastou muitos trabalhadores e aventureiros a estas paragens.

## População
| População da freguesia de Paraíso (1864 – 2011) | População da freguesia de Paraíso (1864 – 2011) | População da freguesia de Paraíso (1864 – 2011) | População da freguesia de Paraíso (1864 – 2011) | População da freguesia de Paraíso (1864 – 2011) | População da freguesia de Paraíso (1864 – 2011) | População da freguesia de Paraíso (1864 – 2011) | População da freguesia de Paraíso (1864 – 2011) | População da freguesia de Paraíso (1864 – 2011) | População da freguesia de Paraíso (1864 – 2011) | População da freguesia de Paraíso (1864 – 2011) | População da freguesia de Paraíso (1864 – 2011) | População da freguesia de Paraíso (1864 – 2011) | População da freguesia de Paraíso (1864 – 2011) | População da freguesia de Paraíso (1864 – 2011) |
| ----------------------------------------------- | ----------------------------------------------- | ----------------------------------------------- | ----------------------------------------------- | ----------------------------------------------- | ----------------------------------------------- | ----------------------------------------------- | ----------------------------------------------- | ----------------------------------------------- | ----------------------------------------------- | ----------------------------------------------- | ----------------------------------------------- | ----------------------------------------------- | ----------------------------------------------- | ----------------------------------------------- |
| 1864                                            | 1878                                            | 1890                                            | 1900                                            | 1911                                            | 1920                                            | 1930                                            | 1940                                            | 1950                                            | 1960                                            | 1970                                            | 1981                                            | 1991                                            | 2001                                            | 2011                                            |
| 713                                             | 721                                             | 714                                             | 727                                             | 686                                             | 533                                             | 826                                             | 984                                             | 1.373                                           | 1.709                                           | 1.346                                           | 1.150                                           | 1.064                                           | 975                                             | 924                                             |

## Património
- Núcleo megalítico de Carvalho Mau
- Capelas do Senhor da Livração e da Senhora do Alívio
- Ermidas de Santo António, de Santa Ana e de São Miguel
- Antigas minas do Sete Buracos
- Mamoas de Santa Eufémia, de Carvalho Mau, de Nogueira e do Alto do Lameiro Gordo